# タイ王国国家警察病院

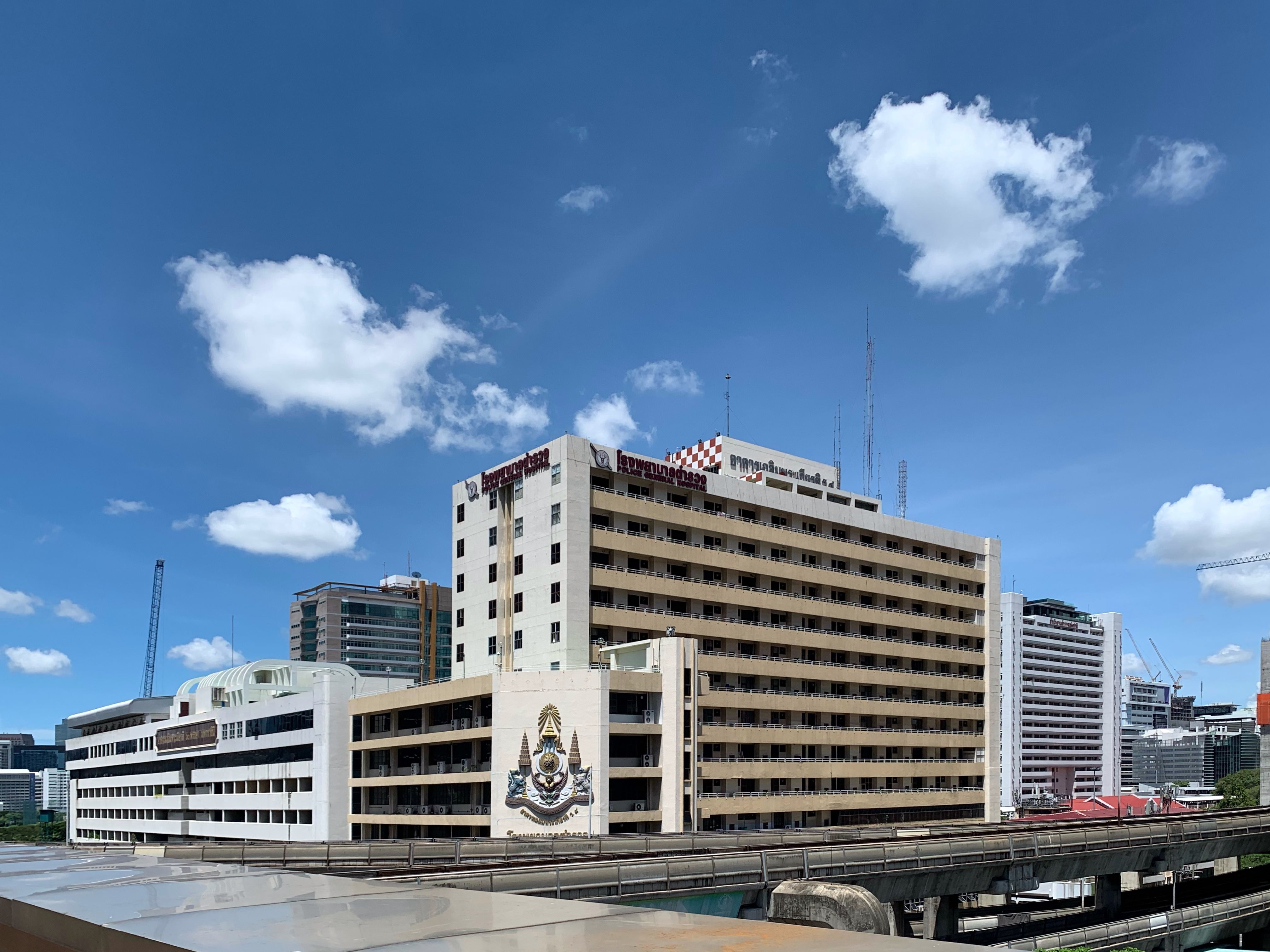
タイ王国国家警察病院

タイ王国国家警察病院（タイ語表記 โรงพยาบาลตํารวจ、英語表記: Thai Police General Hospital）はタイ王国の国家警察が所有する総合病院。「タイ警察病院」もしくは、英語訳から「タイ警察総合病院」とも呼ばれる。

## 概要
タイ王国国家警察庁の所有する病院。同庁の一部局でもある。警察官、公務員の傷病の治療、交通事故、事件の傷病者の治療、検死などで利用されることが多い。「検死報告書」などを発行する。

## 所在地
バンコク パトゥムワン区 ラーマ1世通り 492/1
（492/1 ถนนพระราม1 ปทุมวัน กรุงเทพฯ 10400）
- ラーチャプラソン交差点脇、エーラーワンの祠の向かい。

## 歴史
タイにおける警察医療事業と国家警察医療本部事務局の歴史は、1897年に創設されたパラップパラーチャイ寺裏の娼婦保護病院を1898年に改組し、傷病を負った警察官の手当て、さまざまな事件の立件の為に裂傷の検分、検死などを行う警邏隊警察病院（โรงพยาบาลตำรวจสำหรับพลตระเวน）を設立したことから始まる。その後、イギリス人エリック・セイント・J. ローソンが警邏隊局長官となると、タイ人民の保護のために海外から医者を招聘し、ワット・コーク病院（โรงพยาบาลวัดโคก）と命名した。その後、シリラート病院から参入した医者と協力することになる。
1915年、警邏隊局と地方警察局が統合し、警察局となり、ワット・コーク病院は、中央病院（โรงพยาบาลกลาง）と名前を変え、内務省保健部の監督下におかれた。警察局では新たな病院建設を行い、王都・王宮警察に警察局中央医療部（กองแพทย์กลางกรมตำรวจ）を置き、ルワン・ヂェーンパヤーバーン警察中佐を部長に据えた。
1934年、警察局中央医療部は、予算の節約のために警察局中央医療課に降格された。
1939年、中央医療課は警察局内の現在の公安警察本部第2公安部が入居している庁舎に移転。
1940年、中央医療課は事務部第6課（医療）に改称。
1947年、事務部第6課（医療）は事務部第5課（医療）に改称。
1948年、事務部第5課（医療）は昇格し、警察監察官本部（กองบัญชาการจเรตำรวจ）直轄の警察局医療部（กองแพทย์กรมตำรวจ）となる。この頃より部内は病院課と医療物資課に分けられた。
1952年、パオ・シーヤーノン警察局長によって病院課は警察病院（โรงพยาบาลตำรวจ:รพ.พต.）に昇格し、医療部が直轄した。 病院棟として、チャートトラガーンゴーソン棟（ตึกชาติตระการโกศล）とオーウプンホーウ棟（ตึกโอวปุ้นโฮ้ว）があり、50床を収容した。院長にはガーウ・ナ・ラナーン警察大佐（ก้าว ณ ระนอง）が就任、医療部部長にはサウェーン・ワッチャナサワット警察少佐（แสวง วัจนสวัสดิ์）が就任した。
1953年、3階建て150床収容のピブーンソンクラーム棟が落成。同年10月13日に患者の受け入れを行った。
1954年10月13日、手術棟と医療部事務所が建設された。
1960年、警察局はウタイ・シーアルン大佐（อุทัย ศรีอรุณ）を院長、バンヂョン・サティンペート大佐（บรรจง สถิรแพทย์）を副院長、サウェーン・ワッチャナサワット警察少佐を医療部部長に据え、警察局直轄の警察医療部（กองแพทย์ตำรวจ）に昇格した。
1964年8月19日、34床の外科特別利用者棟トゥアンシットアヌソン棟（ตึกตวงสิทธิ์อนุสรณ์）を開設。
さらに同年に15年掛けて収容可能床を1500床に拡大する計画に着手した。
1967年4月21日、政府高官、重要人物のための外科特別利用者棟ルチラウォン棟および特別病床者用のシーウィゴーン第1‐3棟（ตึกศรีวิกรณ์ 1-3）落成。
1968年1月10日、ブンピニット棟（ตึกบุญพินิจ）を落成。同年8月23日に、医学研究のためにトーンローソンサアート棟（ตึกทองหล่อทรงสะอาด）落成。
1969年12月26日、5階建ての総務・事故棟（ตึกอำนวยการและอุบัติเหตุ）を落成。
1979年4月26日、警察医療部は、医療事務局（สำนักงานแพทย์ใหญ่:พต.）に昇格。4部門と1事業の内部部局を設置する。 
1. 総務部（กองบังคับการอำนวยการ:บก.อก.)
2. 警察病院（โรงพยาบาลตำรวจ：รพ.）
3. 警察看護カレッジ（วิทยาลัยพยาบาลตำรวจ:วพ.）
4. 法医学研究所（สถาบันนิติเวชวิทยา:นต.）
5. ダーラーラッサミー警察病院（งานโรงพยาบาลดารารัศมี:ดร.）

1992年1月16日、ラーマ9世記念棟が落成。記念棟には308床、集中治療室、VIPおよび特別傷病者室、ヘリコプター発着場が設置された。当初、警察病院財団基金とタイ国軍銀行の資金で7階建ての建物が計画されたが、その後15階建てに変更された。
1993年9月3日、ピブーンソンクラーム棟を取り壊し、浄水棟と駐車場の建設を開始。1995年4月17日に完成。
1991年、レントゲン・歯科棟、オーウプンホーウ棟、グライマーノン棟（ตึกไกลมานนท์）を取り壊し、1994年に王妃記念棟（ตึกเฉลิมพระเกียรติราชินี）の建設開始。1996年10月16日落成。
1995年11月1日、外科、整形外科手術患者、モンコンガーンヂャナーピセーク棟（อาคารมงคลกาญจนภิเษก）を建設。同日に旧病院棟の裏手に14階建て704名収容の新棟も建設した。

## 組織

### 内部部局
- 警察看護カレッジ（วิทยาลัยพยาบาลตำรวจ）
- ダーラーラッサミー警察病院（โรงพยาบาลดารารัศมี）
- ナウットソムデットヤー警察病院（โรงพยาบาลนวุฒิสมเด็จย่า）
- 法医学研究所（สถาบันนิติเวชวิทยา）

## 関連事項
- タイ王国国家警察庁
- タイ王国国家警察法科学局